# Johannes (Hessen-Braubach)

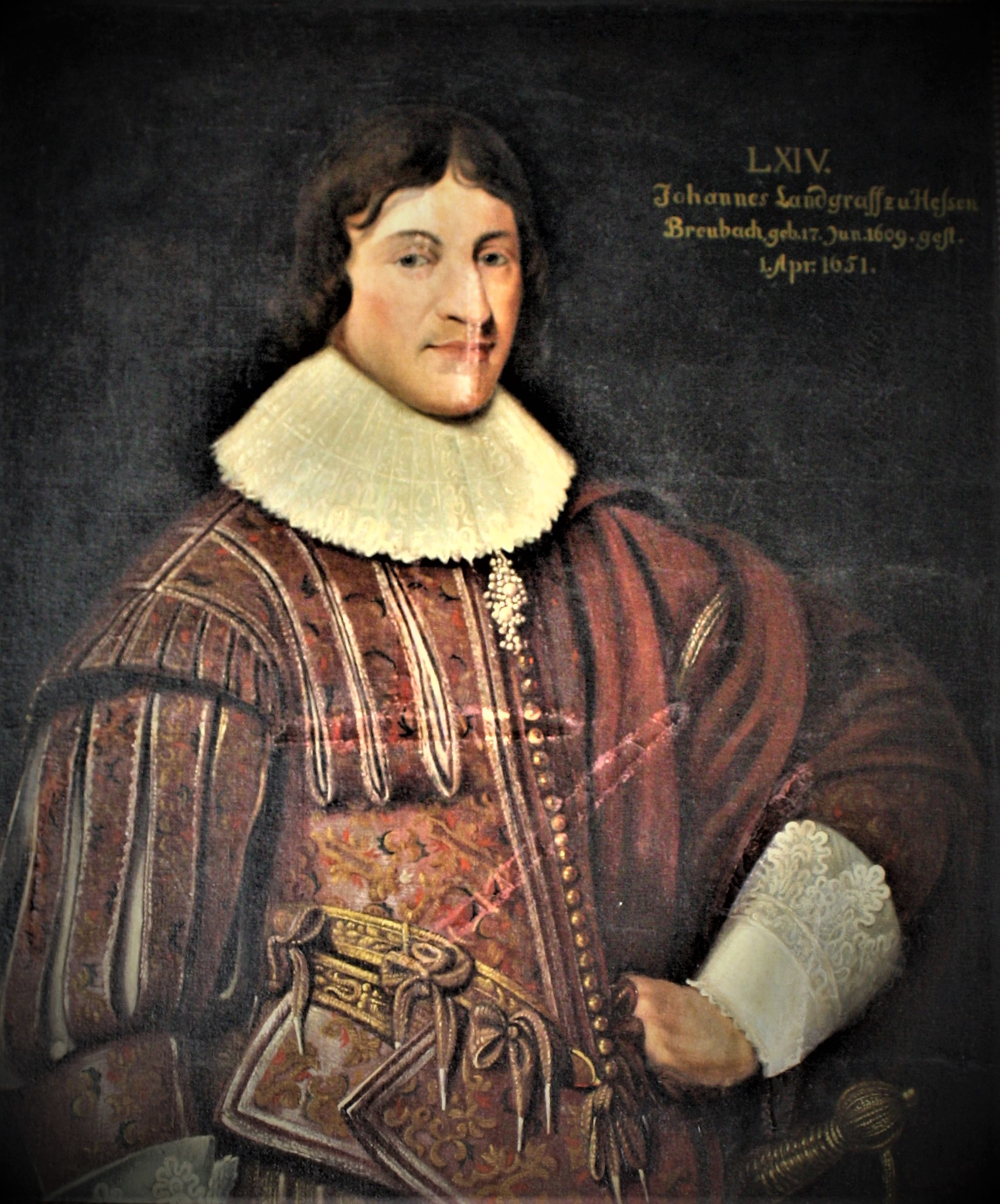
Johannes, Landgraf von Hessen-Braubach (Gemälde Marksburg)

Johannes von Hessen zu Braubach

Johannes (meist Johann) von Hessen-Braubach (* 17. Juni 1609 in Darmstadt; † 1. April 1651 in Ems) war Titular-Landgraf von Hessen-Braubach und Feldherr.

## Leben

### Herkunft
Johannes war der zweite Sohn des Landgrafen Ludwig V. von Hessen-Darmstadt und dessen Ehefrau Magdalena, einer Tochter des Kurfürsten Johann Georg von Brandenburg.

### Laufbahn
Er schlug eine militärische Laufbahn ein und trat Anfang 1626 als 16-Jähriger in das spanische Heer ein und erhielt als Kapitän eine Kompanie von 200 Lanzenreitern. 1627/28 unternahm er gemeinsam mit seinem sieben Jahre jüngeren Bruder, dem späteren Kardinal und Bischof von Breslau Friedrich, die obligate Kavalierstour, die ihn nach Italien führte. Für König Gustav Adolf II. von Schweden stellte Johannes 1631 ein Reiterregiment auf, mit dem er bis 1636 als Obrist, dann als Generalmajor auf schwedischer Seite kämpfte. 1636 wechselte er erneut die Seiten und übernahm den Oberbefehl über die hessen-darmstädtischen Truppen im kaiserlichen Heer. 1641/42 war er, nach erneutem Seitenwechsel, Oberkommandeur der Truppen seines Schwagers, des Herzogs Georg von Braunschweig-Calenberg im Heer der Alliierten. Nach des Herzogs Tod (am 2. April 1641 in Hildesheim) setzte er sich zusammen mit dessen Witwe Anna Eleonore erfolgreich für einen Verständigungsfrieden mit dem Kaiser ein.
1639 wurde Johannes durch Fürst Ludwig I. von Anhalt-Köthen in die Fruchtbringende Gesellschaft aufgenommen. Er erhielt den Gesellschaftsnamen der Stattliche und das Motto Gib Stärk’ und Kraft. Als Emblem wurde ihm die große Zitronat (Citrus medica L.) zugedacht. Im Köthener Gesellschaftsbuch findet sich Johannes’ Eintrag unter der Nr. 326.
1643 erhielt Johannes von seinem Bruder, dem Landgrafen Georg II., den Hessen-Darmstädter Anteil an der Herrschaft Eppstein erblich übereignet und den Hessen-Darmstädter Anteil an der Niedergrafschaft Katzenelnbogen, d. h. das Amt Braubach (bestehend aus den Gerichten Braubach, Dachsenhausen, Gemmerich und Ems) und die Marksburg für 40.000 Taler pfandweise überschrieben.

### Ehe und Tod
Im Jahre 1647 heiratet er die erst 15-jährige Johannette zu Sayn-Wittgenstein-Sayn (1632–1701), Tochter des Grafen Ernst von Sayn-Wittgenstein-Sayn und dessen Ehefrau Louise Juliane. Die Ehe blieb kinderlos.
Bereits im Alter von 42 Jahren starb Johannes am 1. April 1651 während eines Kuraufenthalts in Ems an einem wiederholten Schlaganfall. Seine Witwe heiratete 1661 in Wallau Herzog Johann Georg I. von Sachsen-Eisenach.